# Bromolio
Il processo di stampa fotografica, cosiddetta al Bromolio, fu teorizzata dall'inglese Edward John Wall nel 1907 e venne applicata e definita nello stesso anno dal connazionale Charles Welborne Piper.

## Bromolio
Si trattò del superamento dell'oleotipia, dato che questo processo prevedeva che la stampa finale non potesse essere più grande del negativo originale. Inoltre, la sostituzione del bicromato di potassio con il bromuro d'argento offriva, oltre ad una raffinata morbidezza, anche la consapevolezza di trovarci dinanzi ad una immagine fotografica nonostante il procedimento con gli inchiostri grassi finale fosse lo stesso.
Il vantaggio maggiore che rese di largo uso questo metodo fu quello che fu possibile usare un ingranditore per realizzare stampe più grandi del negativo originale; anzi tra il 1910 e il 1920 si assisté all'arrivo di pellicole di dimensioni sempre più ridotte, molto più maneggevoli e meno fragili, che andarono a sostituire le lastre di vetro fino ad allora usate in funzione di negativi.
Il processo iniziava, infatti, con un negativo posto sull'ingraditore che illuminava la carta preventivamente cosparsa di gelatina al bromuro d'argento o gelatina al clorobromuro. Dopo che la stampa si era asciugata, veniva di nuovo bagnata e quindi posta in bagno di candeggina. In questo modo l'immagine d'argento iniziava a sbiadire ma la gelatina si induriva, in relazione alle ombre e alle luci dell'esposizione originale. Questo passaggio del processo creava quella che all'epoca veniva chiamata "matrice". Dopo un altro ciclo di lavaggio e fissaggio, la carta si asciugava ed era pronta per essere inchiostrata attraverso pennelli, spazzole o rulli.

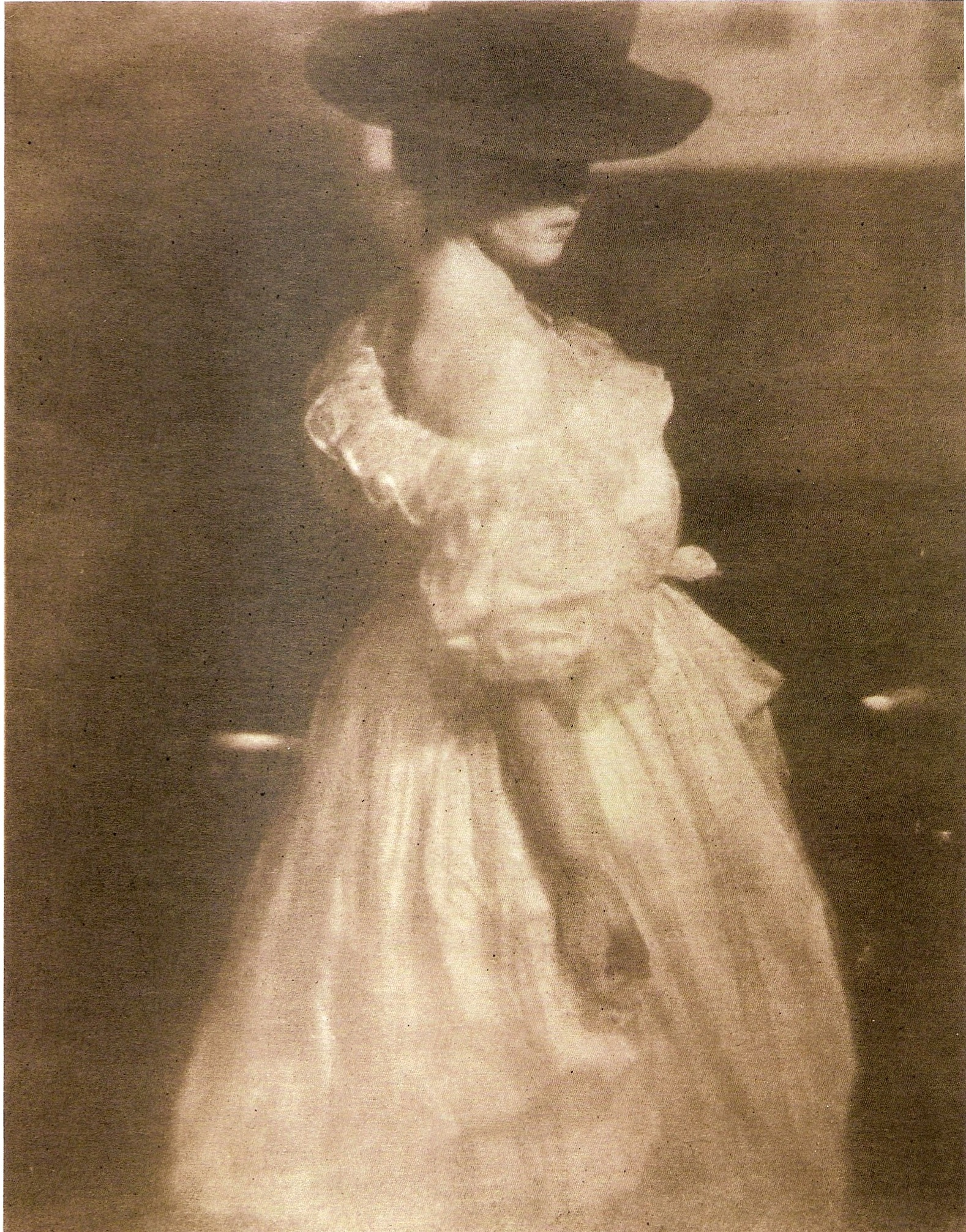
Studio dei valori tonali III di Heinrich Kühn, 1908, trasferito su tessuto

Questo, anche se non l'unico, fu uno dei motivi che indussero tanti fotografi a privilegiare il processo al bromolio per quella corrente artistica in fotografia, allora imperante, sia in Europa che negli Stati Uniti: il pittorialismo.

## Bromolio trasferto
Una variante del processo fu quella chiamata "bromolio trasferto" e che consistette in una immagine stampata, una volta asciugata, inchiostrata, e quindi considerata finita, che poteva di nuovo essere inchiostrata e pressata in un foglio di carta bianco con una normale macchina da stampa, ottenendo quasi un'acquaforte o una "stampa fotolitografica".
Tra i maestri italiani che usarono più a lungo queste tecniche, bromolio e bromolio trasferto, vi su senz'altro Domenico Riccardo Peretti Griva.